# PGC 2563103
LEDA/PGC 2563103 ist eine Galaxie vom Hubble-Typ S/S0 im Sternbild Drache am Nordsternhimmel. Sie ist schätzungsweise 361 Millionen Lichtjahre von der Milchstraße entfernt. Im selben Himmelsareal befinden sich die Galaxien NGC 6338, NGC 6345, NGC 6346, IC 4649.